# Edward Nycz
Edward Janusz Nycz (ur. 1961 r. w Kędzierzynie-Koźlu) – polski socjolog, pedagog, specjalizujący się w pedagogice społecznej, socjologii wychowania, animacji społeczno-kulturalnej, pedagogice oświatowej, pedagogice kultury, socjologii edukacji oraz socjologii młodzieży; nauczyciel akademicki związany z uczelniami w Opolu i Raciborzu.

## Życiorys
Urodził się w 1961 roku w Kędzierzynie-Koźlu, w którym kolejno ukończył szkołę podstawową i średnią. Po pomyślnie zdanym egzaminie maturalnym podjął w 1980 studia na kierunku pedagogika w Wyższej Szkole Pedagogicznej im. Powstańców Śląskich w Opolu. Zakończył je 1984 roku zdobyciem tytułu zawodowego magistra. Bezpośrednio potem zaczął pracę na stanowisku samodzielnego referenta ds. kulturalno-oświatowych w Spółdzielni Inwalidów im. Karola Świerczewskiego w rodzinnym Kędzierzynie-Koźlu. Dwa lata później został asystentem, a od 1988 roku starszym asystentem na macierzystej uczelni. W 1990 roku uzyskał w opolskiej WSP stopień naukowy doktora nauk humanistycznych w zakresie socjologii na podstawie pracy pt. Społeczno-wychowawcze aspekty integracji w społeczności lokalnej, której promotorem był prof. Tadeusz Gospodarek. Wraz z nowym tytułem otrzymał awans na stanowisko adiunkta. W 2015 roku Rada Wydziału Pedagogiki i Psychologii Uniwersytetu Marii Curie-Skłodowskiej w Lublinie nadała mu stopień naukowy doktora habilitowanego nauk społecznych w zakresie pedagogika o specjalności pedagogika społeczna na podstawie dotychczasowego dorobku naukowego i pomyślnie zdanego kolokwium habilitacyjnego oraz rozprawy nt. Druga szansa młodzieży. Studium funkcjonowania Ochotniczych Hufców Pracy. W latach 2012–2014 był kierownikiem Zakładu Pedagogiki Kultury, a po jego przekształceniu w 2015 roku w Pracownię Kulturowych Podstaw Edukacji przełożonym tej jednostki organizacyjnej na Instytutu Nauk Pedagogicznych Uniwersytetu Opolskiego. Ponadto od 2012 do 2016 zajmował stanowisko wicedyrektora, a od 2016 roku dyrektora tegoż instytutu.
Poza Uniwersytetem Opolskim w latach 1994–2001 pracował w Państwowym Pomaturalnym Studium Kształcenia Animatorów Kultury i Bibliotekarzy w Opolu oraz od 2000 do 2006 roku w Wyższej Szkole Zarządzania i Administracji w Opolu. Przez dwa lata był wykładowcą w Wyższej Szkole Umiejętności Pedagogicznych i Zarządzania w Rykach (1999–2001). Od 2003 roku jest kierownikiem Zakładu Kulturowych Podstaw Edukacji w Państwowej Wyższej Szkole Zawodowej w Raciborzu.
Edward Nycz oprócz działalności naukowo-dydaktycznej jest członkiem lokalnych i krajowych stowarzyszeń naukowych. Od 1992 roku zasiada w Towarzystwie Ziemi Kozielskiej w Kędzierzynie-Koźlu, gdzie w latach 1992–2006 i 2010–2014 był wiceprezesem, a 2006–2010 i od 2014 roku prezesem. Od 2021 pełni funkcję przewodniczącego rady Muzeum Ziemi Kozielskiej. Jest także członkiem Polskiego Towarzystwa Socjologicznego, Polskiego Towarzystwa Pedagogicznego, Stowarzyszenia "Instytut Śląski" w Opolu oraz członkiem Komisji Studiów nad Przyszłością Górnego Śląska przy Oddziale Katowickim Polskiej Akademii Nauk.

## Dorobek naukowy
Zainteresowania i badania naukowe Edwarda Nycza dotyczą zagadnień pogranicza – pedagogiki społecznej, pedagogiki kultury, animacji społeczno-kulturowej, socjologii edukacji, socjologii miasta i socjologii młodzieży. Specjalizuje się w badaniach młodzieży, monografistyce społeczności lokalnych, instytucji i problemów społecznych, zmiany społecznej i kulturowej, kapitału społecznego i kulturowego, samorządności i edukacji obywatelskiej, kwestiami społeczeństwa obywatelskiego oraz animacji społecznej i kulturalnej w społecznościach lokalnych.
Specjalizuje się w metodologii prowadzenia socjokulturowych i edukacyjnych badań terenowych oraz opracowywaniu materiału badawczego z zastosowaniem prakietu statystycznego (dawniej) SPSS i Statistica. W środowisku lokalnym i regionalnym prowadzi od ponad 20 lat działalność animacyjną aktywizując lokalne instytucje i wspólnoty oraz badawczo-organizacyjnie wspiera lokalny samorząd w kwestii podejmowania określonych decyzji prowadząc badania naukowe i organizując wymianę myśli.
Jest on autorem 3 prac autorskie, 2 prace współautorskich, 2 skryptów dydaktycznych, 37 prac zwartych pod redakcją i współredakcją naukową oraz ponad 160 artykułów, recenzji, ekspertyz i raportów naukowych. Udział czynny w ponad 80 konferencjach i seminariach naukowych regionalnych, krajowych i międzynarodowych, wygłosił ponad 70 wykładów popularnonaukowych wygłoszonych w różnych środowiskach.